# 蒙特羅莫區
09°59′58″N 85°22′57″W / 9.99944°N 85.38250°W
蒙特羅莫區（西班牙語：Monte Romo District），是哥斯達黎加的行政區，位於該國西北部瓜納卡斯特省，由奧漢查縣負責管轄，面積75平方公里，海拔高度685米，2013年人口718人，人口密度每平方公里10人。